# Hiérocles (cocheiro)
Hiérocles (em grego:  Ἱεροκλῆς, final do século II – 222) foi supostamente um favorito e amante do Imperador Romano Heliogábalo. Ele era de Caria, foi escravizado e tornou-se um cocheiro a serviço de Heliogábalo. Heliogábalo considerava Hiérocles como seu marido e disse:
"[Eu fico] deliciado de ser chamado a amante, a esposa, a Rainha de Hiérocles" Depois de Heliogábalo ter concedido a Hiérocles a sua liberdade, aquele tentou, sem sucesso, declará-lo César, o que teria feito dele o imperador. Hiérocles foi executado, juntamente com outros membros da corte de Heliogábalo, quando o imperador caiu em desgraça em 222.